# Misery (The Amity Affliction)
Misery è il sesto album in studio del gruppo musicale australiano The Amity Affliction, pubblicato nel 2018.

## Tracce
1. Ivy (Doomsday) – 3:39
2. Feels Like I'm Dying – 3:39
3. Holier Than Heaven – 4:07
4. Burn Alive – 3:28
5. Misery – 3:54
6. Kick Rocks – 3:20
7. Black Cloud – 3:47
8. D.I.E. – 3:14
9. Drag the Lake – 3:32
10. Beltsville Blues – 3:30
11. Set Me Free – 3:31
12. The Gifthorse – 3:22

## Formazione
- Joel Birch – voce
- Ahren Stringer – voce, basso
- Dan Brown – chitarra, cori
- Joe Longobardi – batteria, percussioni
- Matt Squire – tastiera, synth, programmazioni